# جهانگسان
جهانگسان (به لاتین: Johangsan) یک کوه در کره جنوبی است که در مونگیئونگ واقع شده‌است. جهانگسان ۹۵۱ متر بالاتر از سطح دریا واقع شده‌است.